# اسویرسک
شهر اسویرسک (به روسی: Свирск) در کشور روسیه و در اوبلاست ایرکوتسک واقع شده‌است.